# Smittina fallax
Smittina fallax är en mossdjursart som beskrevs av Jullien 1903. Smittina fallax ingår i släktet Smittina och familjen Smittinidae. Inga underarter finns listade i Catalogue of Life.